# Amy (film 1981)
Amy è un film del 1981 diretto da Vincent McEveety e prodotto dalla Walt Disney Productions.

## Trama
1913. Amy Medford abbandona la casa coniugale all'insaputa del suo ricco ma possessivo marito per iniziare una nuova vita, prendendo servizio come insegnante alla Parker School per ragazzi con disabilità visive e uditive, situata sui monti Appalachi. Amy intende insegnare ai sordomuti a capire il linguaggio orale con la lettura delle labbra e a parlare percependo le vibrazioni delle guance. Si scontra però con Malvina, una sua collega che insegna la lingua dei segni americana, e con la diffidenza di alcuni suoi allievi restii al contatto fisico; trova tuttavia un'alleata in Hazel, l'insegnante di lettura in Braille. Intanto Elliot Medford, il marito di Amy, si rivolge a un'agenzia investigativa per ritrovare la moglie.
Quando il medico condotto, il dottor Corcoran, è chiamato all'istituto per visitare un ragazzo, la prima impressione di Amy è negativa, ma cambia presto quando vede la sua disponibilità nel portare alcuni bambini a fare un giro con la sua automobile.
L'istituto viene poi scosso dalla morte di un suo piccolo ospite cieco, spirato poco prima di compiere cinque anni, età alla quale era convinto che i suoi occhi si sarebbero aperti e avrebbe potuto vedere. In tale occasione, Amy racconta al medico di aver avuto un figlio sordo, morto all'età di sei anni, che il marito aveva in pratica rifiutato. Entra poi a far parte degli allievi di Amy un ragazzone sordo di diciannove anni, Mervin, che il sovrintendente Ferguson inizialmente non avrebbe voluto accogliere perché di età molto maggiore di quella degli altri scolari.
Per creare un'occasione d'integrazione con i ragazzi normodotati del villaggio vicino alla scuola, viene organizzata una partita di football americano, che il dottor Corcoran ha insegnato agli ospiti della Parker School. Dell'evento si occupa il giornale locale, e da una fotografia pubblicata da questo Elliot arriva a scoprire dove si trova la moglie, alla quale il dottore ha appena dichiarato il proprio amore.
Quando il funzionario governativo Caruthers minaccia il sovrintendente di tagliare i fondi alla scuola, Ferguson ed Amy cercano di fargli cambiare idea presentandogli Henry Watkins, il più promettente degli allievi sordi, che riesce ad articolare una frase. Ferguson scopre poi che Amy ha falsificato le proprie referenze per ottenere il posto d'insegnante, cosa che potrebbe esporre la scuola a uno scandalo; la donna si giustifica con la necessità di sfuggire all'oppressione di suo marito.
Durante la festa della vigilia di Natale scoppia un bisticcio tra Mervin e un altro ragazzo che non lo sopporta, che sfocia nel ferimento di quest'ultimo; per giunta, alla porta della scuola si presenta Elliot, che vorrebbe riprendere Amy con sé, ma questa rifiuta decisamente. Mervin, che stava cercando di tornare a casa seguendo una linea ferroviaria, viene investito da un treno, di cui non ha potuto udire l'arrivo, e muore sul colpo. Ciò sconvolge Amy al punto da farle considerare l'abbandono della scuola; quando però la madre del ragazzo morto sente parlare Henry, questa le mostra la sorella minore di Mervin, anch'essa sorda, e la prega d'insegnare a parlare anche a lei. Amy decide allora di restare alla Parker School.

## Produzione
Amy doveva essere inizialmente un film per la televisione intitolato Amy on the Lips ("Amy sulle labbra"), il primo dalle Walt Disney Productions ad essere pensato espressamente per un pubblico adulto.
Nanette Fabray e Louise Fletcher erano interessate al ruolo di Malvina, una delle insegnanti dei bambini sordi. La Fabray, che ebbe la parte, aveva una disabilità uditiva, e i genitori della Fletcher erano sordi.
I ragazzi sordi del film, ad eccezione di Brian Frishman, erano studenti della California School for the Deaf di Riverside, in California. Dawn Jeffory, che fu scritturata per il ruolo di Caroline Chapman, era anche nella realtà un'istruttrice della scuola, e fu d'aiuto al regista Vincent McEveety nel lavoro con i ragazzi. Lyle Ferguson, il sovrintendente della scuola, fu interpretato da Lou Fant, figlio di sordi, che aiutò a fondare il National Theatre of the Deaf ("Teatro Nazionale dei Sordi").
A gennaio del 1981, il titolo del film fu cambiato in Amy e la produzione decise che avrebbe avuto una distribuzione cinematografica, ritenendo che la sua storia fosse "potente".
Nel 1982, i Disney Educational Services estrassero una sequenza, intitolata Amy-on-the-Lips, che fu distribuita a scopo istruttivo.

### Colonna sonora
Il commento musicale del film fu composto da Robert F. Brunner. Vi è presente una canzone originale So Many Ways, con testo di Bruce Belland e musica ddello stesso Brunner. La canzone fu eseguita da Julie Budd e si può sentire durante i titoli di testa e di coda.

## Distribuzione
Il film uscì nei cinema americani il 20 marzo 1981. In Italia non fu distribuito nelle sale ma fu trasmesso in televisione in prima serata su Rai 1 in un ciclo di film della Walt Disney Productions.